# Sissinghurst
Sissinghurst is een plaats in het bestuurlijke gebied Tunbridge Wells, in het Engelse graafschap Kent. De oorspronkelijke naam van de plaats was Mylkehouse, in 1850 heeft de plaats haar naam gewijzigd. De reden hiervoor is waarschijnlijk om smokkelwaar te ontlopen. 
Plaatsen in de buurt van Sissinghurst:
- Cranbrook
- Goudhurst
- Tenterden
- Staplehurst

Het dichtstbijzijnde treinstation ligt in de plaats Staplehurst. Sissinghurst is ook te bereiken met de auto, via de A229 van Rochester naar Hawkhurst.
De grootste toeristische attractie van Sissinghurst en omgeving zijn de Sissinghurst Castle Gardens. Dit is een landgoed in het graafschap Kent dat vooral beroemd is vanwege de bijzondere tuinen. Deze tuinen trekken dan ook bezoekers vanuit de hele wereld.

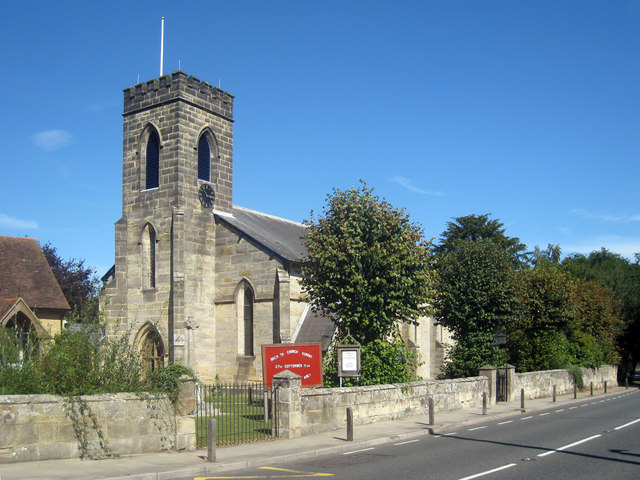
Trinity Church